# Radycziw
Radycziw (ukr. Радичів) – wieś na Ukrainie, w obwodzie czernihowskim, w rejonie nowogrodzkim, w hromadzie Ponornycia. W 2024 liczyła 440 mieszkańców, spośród których 440 wskazało jako ojczysty język ukraiński.